# هيروتو ناكاجاوا
هيروتو ناكاجاوا (باليابانية: 中川裕仁) هو لاعب كرة قدم ياباني في مركز الهجوم، ولد في 25 مايو 2000 في واكاياما في اليابان. لعب مع إهيمه إف سي.

## وصلات خارجية
- هيروتو ناكاجاوا على موقع رابطة كرة القدم اليابانية للمحترفين (اليابانية)
- هيروتو ناكاجاوا على موقع قاعدة بيانات كرة القدم.إي يو (الإنجليزية)
- هيروتو ناكاجاوا على موقع Soccerway.com (الإنجليزية)
- هيروتو ناكاجاوا على موقع عالم كرة القدم.نت (الإنجليزية)